# Échelle Parinaud
Pour les articles homonymes, voir Parinaud.
L'échelle Parinaud est une échelle en ophtalmologie qui mesure l'acuité visuelle de près c'est-à-dire la capacité de lecture. Elle utilise des paragraphes dans des tailles décroissantes de caractères. La distance de lecture est 33 cm et le résultat est exprimé par P plus un chiffre, de P28 à P1,5. La vision normale se situe à P2.
Elle a été créée par l’ophtalmologiste Henri Parinaud dans les années 1880-1890.
L'équivalent de l'échelle Parinaud aux États-Unis est l'échelle Jaeger.